# Challenger La Manche 2021
Il Challenger La Manche 2021 è stato un torneo maschile di tennis giocato sul cemento indoor. È stata la 33ª edizione del torneo e faceva parte della categoria Challenger 100 nell'ambito dell'ATP Challenger Tour 2021. Si è giocato al Complexe Sportif Chantereyne di Cherbourg, in Francia, dall'8 al 14 febbraio 2021.

## Partecipanti

### Teste di serie
| Nazionalità | Giocatore               | Ranking* | Testa di serie |
| ----------- | ----------------------- | -------- | -------------- |
| Stati Uniti | Denis Kudla             | 116      | 1              |
| Francia     | Antoine Hoang           | 119      | 2              |
| Francia     | Arthur Rinderknech      | 135      | 3              |
| Austria     | Jurij Rodionov          | 148      | 4              |
| Germania    | Peter Gojowczyk         | 151      | 5              |
| Spagna      | Bernabé Zapata Miralles | 153      | 6              |
| Stati Uniti | Brandon Nakashima       | 157      | 7              |
| Austria     | Sebastian Ofner         | 162      | 8              |

* Ranking al 1º febbraio 2021.

### Altri partecipanti
I seguenti giocatori hanno ricevuto una wild card per il tabellone principale:
- Kenny de Schepper
- Evan Furness
- Matteo Martineau

I seguenti giocatori sono entrati in tabellone come alternate:
- Lukáš Klein
- Alex Molčan
- Nino Serdarušić

I seguenti giocatori sono passati dalle qualificazioni:
- Titouan Droguet
- Jonáš Forejtek
- Michael Geerts
- Nathaniel Lammons

Il seguente giocatore è entrato in tabellone come lucky loser:
- Corentin Denolly

## Punti e montepremi
| Torneo    | Torneo              | V      | F     | SF    | QF    | 2T    | 1T  | Q | Q2  | Q1  |
| Singolare | Punti               | 100    | 60    | 35    | 18    | 8     | 0   | 5 | 1   | 0   |
| Singolare | Premi in denaro (€) | 12 250 | 7 200 | 4 260 | 2 480 | 1 460 | 885 | – | 440 | 220 |
| Doppio    | Punti               | 100    | 60    | 35    | 18    | –     | 0   | – | –   | –   |
| Doppio    | Premi in denaro (€) | 5 250  | 3 100 | 1 840 | 1 090 | –     | 610 | – | –   | –   |

## Campioni

### Singolare
Ruben Bemelmans ha sconfitto in finale  Lukáš Rosol con il punteggio di 6–4, 6–4.

### Doppio
Lukáš Klein /  Alex Molčan hanno sconfitto in finale  Antoine Hoang /  Albano Olivetti con il punteggio di 1–6, 7–5, [10–6].